# Marfark
Marfark eller Theta Cassiopeiae (θ Cassiopeiae, förkortat Theta Cas eller θ Cas), som är stjärnans Bayer-beteckning, är en ensam stjärna i den sydöstra delen av stjärnbilden Cassiopeia. Den har en genomsnittlig skenbar magnitud på +4,33 är synlig för blotta ögat där ljusföroreningar ej förekommer. Baserat på parallaxmätningar i Hipparcos-uppdraget på 24,4 mas beräknas den befinna sig på ca 134 ljusårs (41 parsek) avstånd från solen.

## Nomenklatur
Theta Cassiopeiae delar det traditionella namnet Marfak med My Cassiopeiae i sydost, vilket härrör från arabiska termen Al Marfik eller Al Mirfaq ( المرفق ), vilket betyder "armbågen".

## Egenskaper
Marfark är en blå till vit stjärna i huvudserien av spektralklass A7 V. Den har en massa som är ca 1,8 gånger solens massa och en radie som är ca 2,6 gånger större än solens baserat på en uppmätt vinkeldiameter på 0,58 ± 0,02 mas. Den utsänder ca 26 gånger mera energi än solen från dess fotosfär vid en effektiv temperatur på ca 8 200 K. Stjärnan anses kunna vara av Vegatyp, till följd av att det visar ett överskott av infraröd strålning, som tyder på att den har en omgivande stoftskiva.
Marfark är en misstänkt Delta Scuti-variabel och en av de ljussvagaste stjärnorna som bildar stjärnbilden Cassiopeia.